# St. Pankratius (Beggendorf)

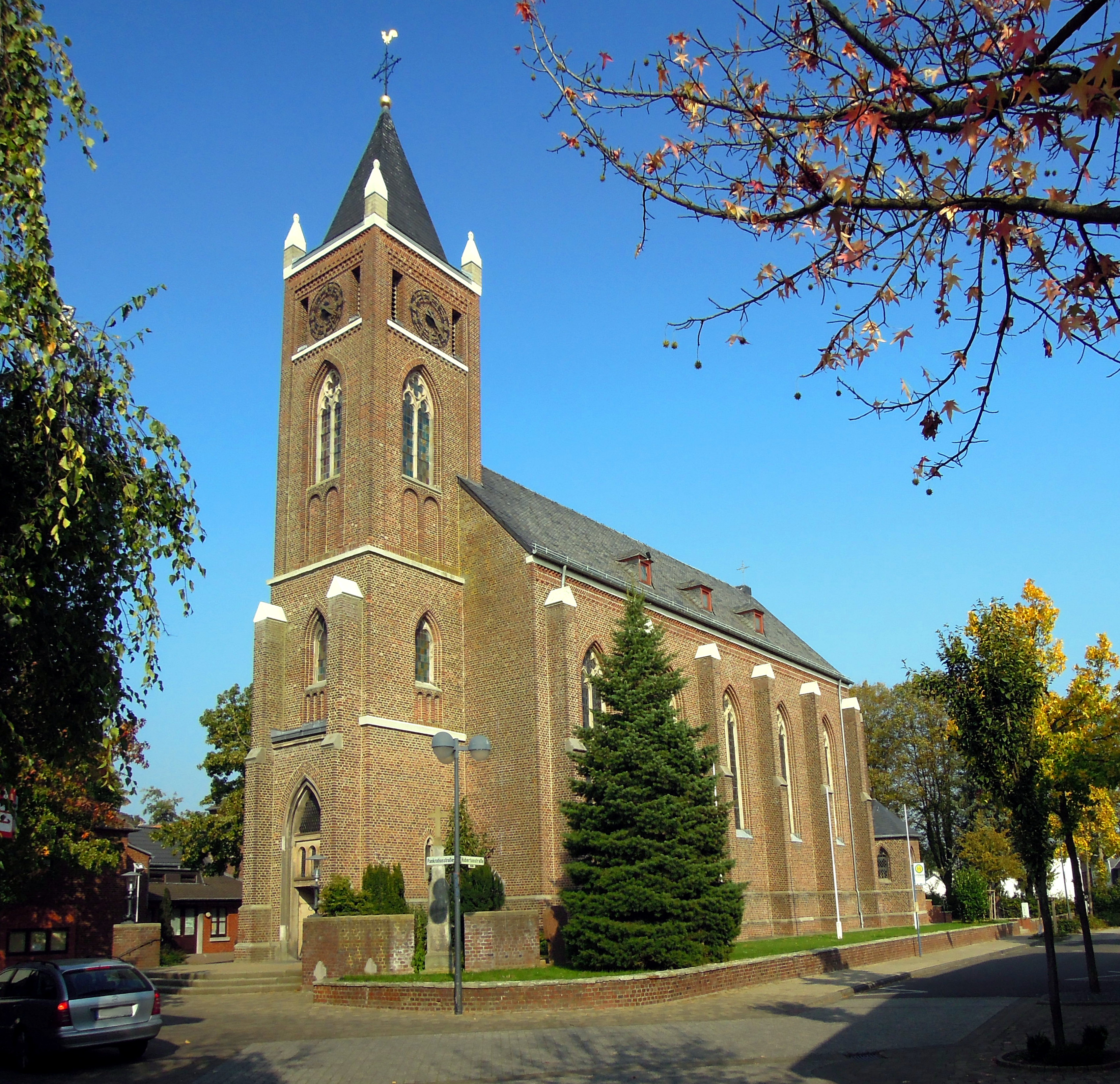
St. Pankratius in Beggendorf

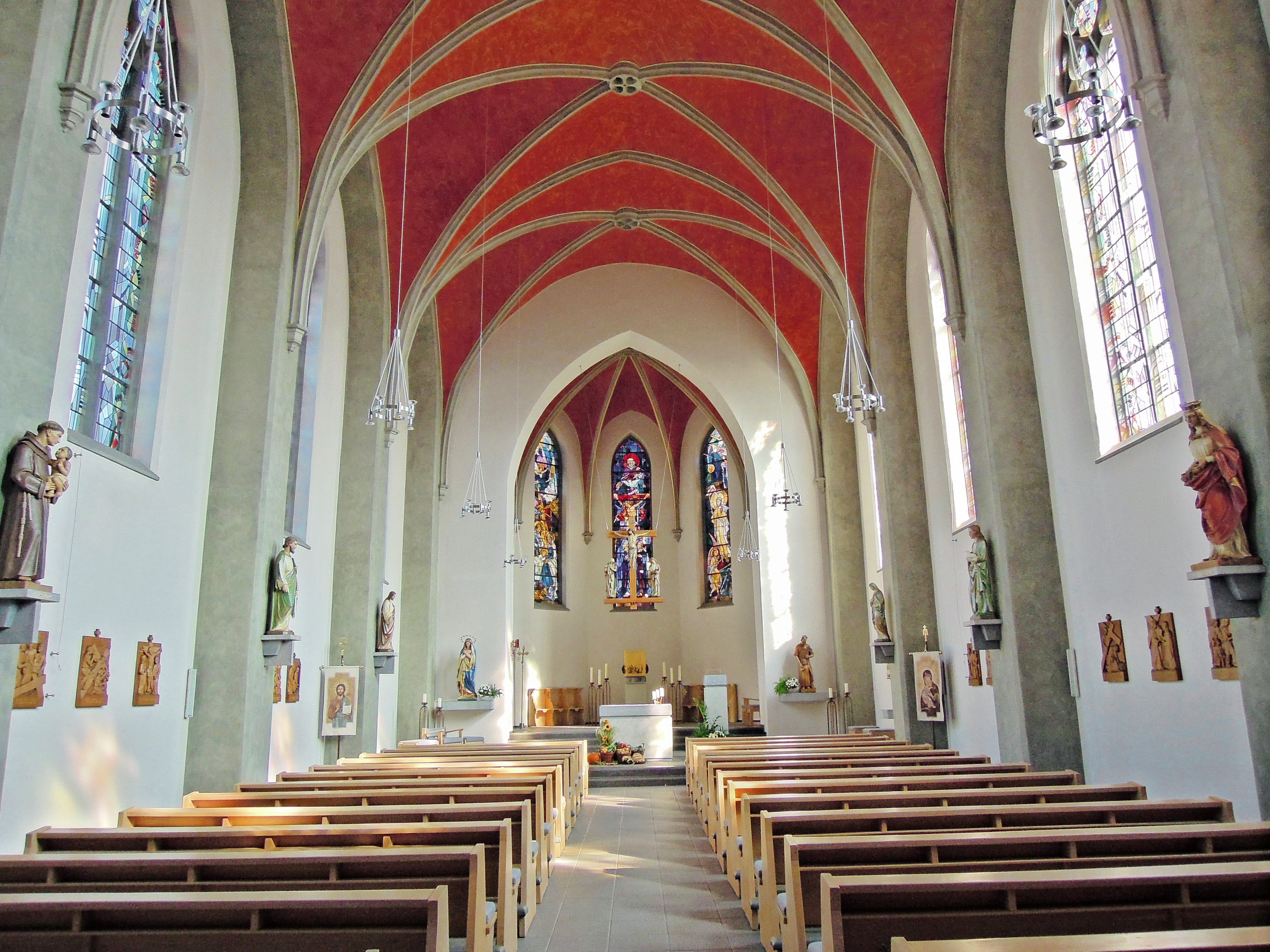
Blick zum Chor

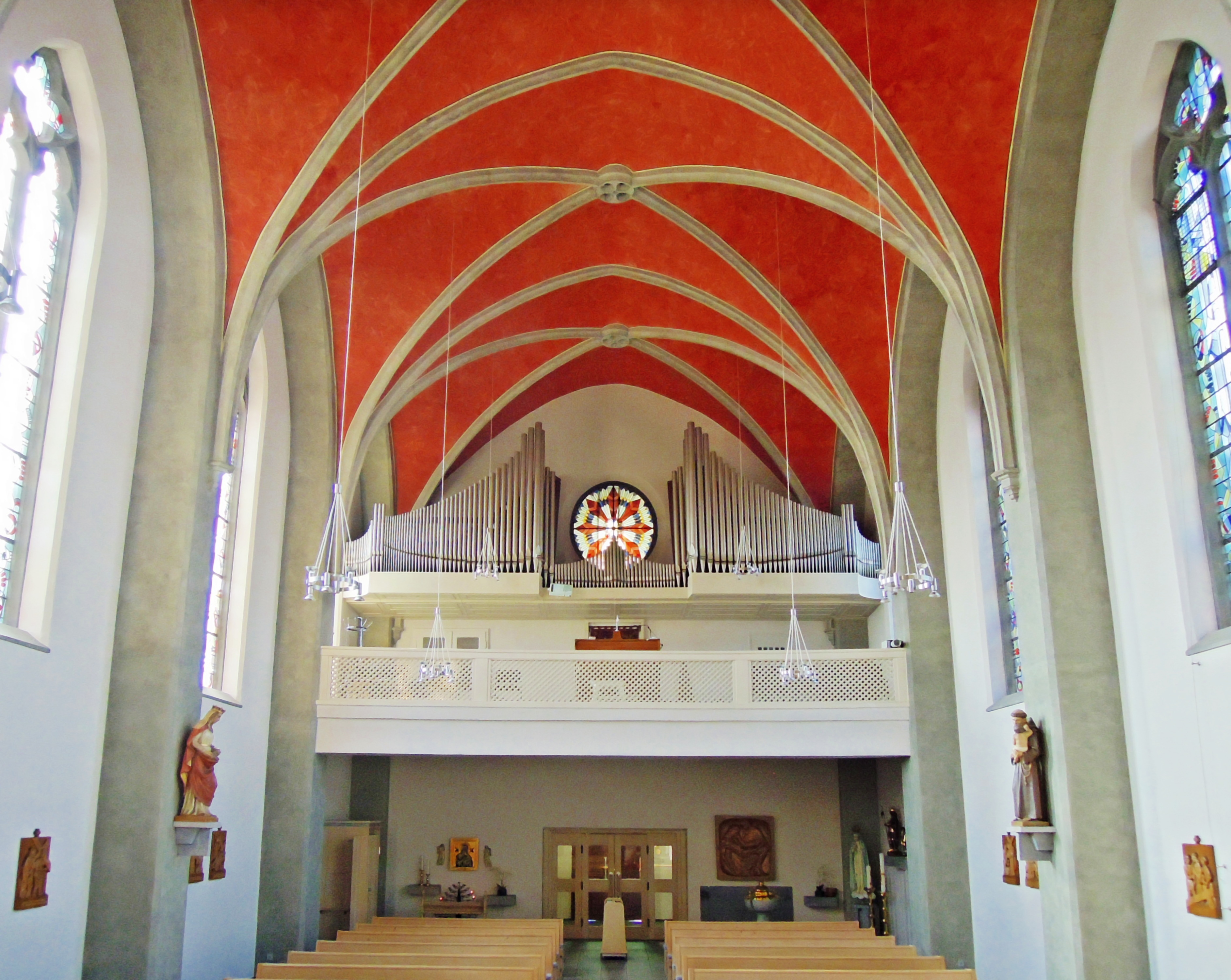
Blick zur Orgel

St. Pankratius ist eine römisch-katholische Filialkirche im Baesweiler Stadtteil Beggendorf in der Städteregion Aachen in Nordrhein-Westfalen.
Die Kirche ist dem Patronat des hl. Märtyrers Pankratius anvertraut und unter Nummer 17 als Baudenkmal in die Liste der Baudenkmäler in Baesweiler eingetragen. Das Gotteshaus gehört zur Pfarrei St. Marien Baesweiler.

## Lage
Das Kirchengebäude befindet sich in der Ortsmitte von Beggendorf an der Ecke Hubertusstraße / Pankratiusstraße.

## Geschichte
Erstmals urkundlich erwähnt wird die Beggendorfer Kirche im Jahr 962. Hier wird bekundet, dass der Kölner Erzbischof Bruno die Kirche von Beggendorf dem Cäcilienstift in Köln schenkt.  Im Liber valoris aus dem Jahr 1308 wird die Kirche in Beggendorf ebenfalls aufgeführt. Bereits damals war Beggendorf eine eigenständige Pfarrei im Dekanat Jülich, Erzbistum Köln. Am 8. April 1346 wurde die Pfarrkirche dem Kölner Damenstift St. Cäcilien durch Papst Clemens VI. inkorporiert. Das St. Cäcilien-Stift behielt die Rechte an der Pfarrkirche bis zur Auflösung 1802.
Im Zuge der Umstrukturierungen in der Franzosenzeit wurde die Pfarre Beggendorf im Jahr 1808 aufgelöst und der Pfarre Loverich zugeschlagen. Somit war Beggendorf nur noch eine Filialgemeinde. Bereits 1804 kam der Ort an das neu gegründete Bistum Aachen. Erst nachdem das Bistum Aachen wieder aufgelöst worden war und Beggendorf wieder zum Erzbistum Köln gekommen war, wurde die Pfarre am 26. Juli 1834 wiedererrichtet. Seit 1930 gehört der Ort zum Bistum Aachen.
Zum 1. Januar 2013 wurde die Pfarre St. Pankratius Beggendorf wie alle fünf weiteren Pfarreien im Stadtgebiet von Baesweiler aufgelöst und zur neuen Großpfarre St. Marien vereinigt. Die Kirche von Baesweiler wurde zur Pfarrkirche dieser neuen Pfarre bestimmt.

## Baugeschichte
Die im Liber valoris erwähnte Pfarrkirche brannte 1678 ab. Der Wiederaufbau zog sich bis zum Jahr 1688 hin. Diese Kirche wurde 1861 vollständig abgerissen und durch das heutige Kirchengebäude ersetzt. Die Grundsteinlegung fand am 1. September 1861 statt und bereits im darauf folgenden Jahr konnte die neue Kirche fertiggestellt und am 16. Oktober 1862 der erste Gottesdienst gefeiert werden. Die eigentliche Kirchweihe fand am 5. Oktober 1867 statt. Die Baupläne erstellte der Aachener Landbaumeister Julius Kruse.
Im Zweiten Weltkrieg erlitt das Gotteshaus durch Artilleriebeschuss schwere Schäden. Weitere Schäden kamen durch ein Unwetter 1946 hinzu. Nach dem Krieg konnte die Pfarrkirche in alter Form wiederhergestellt werden. Eine umfassende Sanierung erfolgte zwischen 1980 und 1981.

## Baubeschreibung
St. Pankratius ist eine einschiffige und fünfjochige Saalkirche aus Backsteinen im Stil der Neugotik. Der fünfseitig geschlossene Chor schließt im Osten an das Kirchenschiff an. Der Glockenturm ist dem Schiff im Westen vorgebaut. Er besitzt vier Geschosse und eine Pyramidenhaube, die von vier kleinen Ecktürmchen begleitet wird. Die Fenster besitzen alle zweibahniges Maßwerk, der Innenraum wird von Kreuzrippengewölben überwölbt.

## Ausstattung
Ältestes Ausstattungsstück ist der Taufstein aus der Mitte des 18. Jahrhunderts. Einige bemalte Heiligenfiguren stammen aus dem 19. Jahrhundert. Sie stellen das Herz Jesu, Herz Mariä, den hl. Josef, die hl. Agnes, den hl. Pankratius und den hl. Hubertus dar. Die Orgel aus dem Jahr 1954 ist ein Werk der Orgelbauanstalt Karl Bach aus Aachen und besitzt 20 Register. Die Buntglasfenster im Schiff sind abstrakte Werke der Fa. Franz Melchior aus 1959/60 die Fenster im Chor entwarf Josef Strater 1952. Sie zeigen die Geburt Christi, die Kreuzigung und die Auferstehung.

## Pfarrer
Folgende Pfarrer wirkten bis zur Auflösung der Pfarre 2013 an St. Pankratius als Seelsorger:
| von – bis | Name                              |
| --------- | --------------------------------- |
| 1925–1932 | Franz Coenen                      |
| 1933–1958 | Franz Conrads                     |
| 1958–1974 | Johannes Förster                  |
| 1975–1988 | Pater Jan Peter Quax              |
| 1989–2004 | Pater Hubert Engelhard            |
| 2004–2007 | Franz-Josef Gasten                |
| 2007–2010 | Hermann Küppers und Burkhard Kroh |
| 2010–2011 | Ferdi Bruckes                     |